# Linda Evangelista
Linda Evangelista (St. Catharines, Ontario; 10 de maig de 1965) és una model canadenca.
Linda planejava ser model des que tenia 12 anys. Va ser descoberta per un agent de models en el concurs de bellesa juvenil Miss Niàgara de 1978. Es va mudar a Nova York, on va ser contractada per l'agència de models Elite. Després es va mudar a París a continuar la seva professió, i va aparèixer en vídeos musicals amb George Michael.
Linda Evangelista és reconeguda juntament amb les models Christy Turlington, Claudia Schiffer, Cindy Crawford i Naomi Campbell, com una de les poques supermodels que han canviat la cara de la moda a la fi dels anys 1980 i principis dels anys 1990.
Quan no està desfilant en la passarel·la, es dedica a conscienciar les dones sobre el càncer de mama. El 1996 va guanyar el premi de modes VH1 pels èxits de la seva vida professional. Evangelista té una estrella al Passeig de la Fama de Toronto.
Actualment és la portaveu oficial de la marca cosmètica L'Oréal i és una de les úniques models de la dècada dels 90 al costat de Naomi Campbell i Christy Turlington que es troba encara activa 

## Vida personal
Evangelista va estar casada amb el director executiu d'Elite, Gerald Marie des de 1987 fins a 1993. També va tenir una relació amb l'actor Kyle MacLachlan (1992-1998), amb el jugador de futbol francès Fabien Barthez (1998-2000) i amb el magnat del petroli italià Ugo Brachetti Peretti (2003-2004). El 2005 va contreure matrimoni de nou amb el pilot de Fórmula 1 Paolo Barilla.
Des de sempre Linda ha expressat el seu desig de ser mare. El 1999 va patir un avortament involuntari després de sis mesos d'embaràs, fruit de la seva relació amb Barthez.
L'11 d'octubre de 2006 va donar a llum el seu primer fill, Augustin James. Mentre estava embarassada, va aparèixer a la portada de la revista Vogue. Va ser la primera dona no cantant o actriu que va aparèixer en aquesta revista més d'una vegada en un any.